# Arrhenotettix calcaratus
Arrhenotettix calcaratus är en insektsart som beskrevs av Andrew Nelson Caudell 1918. Arrhenotettix calcaratus ingår i släktet Arrhenotettix och familjen vårtbitare. Inga underarter finns listade i Catalogue of Life.